# Polko
Polkos waren katholieke rebellen die tijdens de Mexicaans-Amerikaanse Oorlog (1846-1848) in opstand kwamen tegen de Mexicaanse regering. De Polkos noemden zich naar de Amerikaanse president James Knox Polk (1795-1849).
De Polkos eisten het aftreden van president Valentín Gómez Farías en werden aangevoerd door José Mariano de Salas. Gómez Farías had kerkelijke goederen laten confisqueren om de opbrengst te gebruiken voor de oorlogspinspanningen. De Polkos zagen dit als heiligschennis. Gómez Farías liet Antonio López de Santa Anna aantreden als president in de hoop dat hij de Polko-opstand uiteen zou slaan. Deze koos echter de kant van de Polko's en liet Gómez Farías en zijn liberale medestanders uit hun ambten verwijderen.
De Polko-opstand maakte enorme indruk op de latere leiders van de Revolutie van Ayutla en de Reforma in de jaren 1850 en 1860. Zij zagen het als iets verwerpelijks dat de Polko's loyaler waren aan hun geloof dan aan hun land en zagen hen als verraders. Het Mexicaanse liberalisme kreeg daardoor een nationalistische inslag.